# مليطة
مليطة السن (بالإنجليزية: cementicle) هي كتلة متكلسة صغيرة كروية أو بيضاوية مدمجة داخل طبقة الملاط أو متصلة بها على سطح جذر السن، أو تكون حرة داخل رباط دواعم السن.  تميل إلى الحدوث عند كبار السن.  
هناك ثلاثة أنواع: 
1. مُلَيطَةٌ حُرَّة – غير مرتبطة بالملاط[7]
2. مُلَيطَةٌ مُلْتَصِقَة (مثبّتة مباشرةً بسطح الملاط) – [5] (تُسمى أيضًا تَكَوُّنُ المِلاَط ) [3]
3. مُلَيطَةٌ مُنْطَمِرَةٌ (مُلَيطَةٌ خِلاَلِيَّة) - مع تقدم العمر، يزداد الملاط سماكًة، [8] وقد تندمج المُلَيطة في طبقة الملاط. [5]

قد تكون مرئية في صور الأشعة السينية. وقد تظهر منفردة أو في مجموعات،  تتواجد غالبًا عند طرف جذر السن.  حجمها متغير،  ولكنها عامًة صغيرة الحجم (يبلغ قطرها 0.2 مم  – 0.3 مم). 
تكون المُليطة عادًة لاخَلَويّة، وقد تحتوي على ملاط لُيَيفِيّ، أو غير لُيَيفِيّ، أو خليط من الاثنين معًا.  تتكّون نتيجًة للتكلس الضموري،  ولكن سبب حدوث ذلك غير واضح.  يُعتقد أنها تتشكل عندما يحدث التكلس حول النواة، المركز المترسب. إذ تتوسع ببطء من خلال ترسيب أملاح الكالسيوم.  تتضمن الأمثلة التالية كيفية تكوين الملاطات:
- تكلس بسبب التغيّرات الإنحلالية في بقايا خلايا ملاسيز الظهارية[7]
- تكلس الشعيرات الدموية المخثرةفي رباط دواعم السن[5] (أيحصوة وريدية)[11]
- تتسبب الرضح المجهري التي تصيب ألياف شاربي [9] في انقسام شويكات صغيرة من الملاط أو العظم السنخي إلى غشاء لثوي [12] ولا يُعتبر معظمها ملاطيات حقيقية.[5]